# HOFOR
HOFOR, forkortelse for Hovedstadsområdets Forsyningsselskab, er en dansk forsyningsvirksomhed, der forsyner flere kommuner i hovedstadsområdet med drikkevand samt håndterer regn- og spildevand. Virksomheden leverer ligeledes fjernvarme, fjernkøling og bygas i Københavns Kommune, rejser vindmøller i hele Danmark samt investerer i vedvarende energi. HOFOR ejer Amagerværket kraftvarmeværk.  
Hovedparten af koncernen ejes af Københavns Kommune, mens kommunerne Albertslund, Brøndby, Dragør, Herlev, Hvidovre, Rødovre og Vallensbæk ejer andele i enhederne for vandforsyning og spildevand.
HOFOR beskæftiger ca. 1694 medarbejdere og omsatte for ca. 7,6 milliarder danske kroner i 2024. Virksomheden har en balance ultimo 2024 på 42,7 milliarder. Henrik Plougmann Olsen er administrerende direktør. 
Virksomhedens historie går tilbage til 1857, hvor København anlagde sit første gasværk. Virksomheden blev senere involveret i elektricitets- og fjernvarmeforsyning. Fra midten af 1990'erne har virksomheden været igennem en række sammenlægninger med andre virksomheder, samt udskillelse af forretningsområder. Siden den 7. januar 2013 har navnet været HOFOR.

## Bygas
I alt 20 millioner kubikmeter bygas bliver produceret på fire gasværker: Kløvermarken Gasværk, Mørkhøj Gasværk, Køgevej Gasværk og Strandvænget Gasværk. Bygassen leveres til omkring 271.000 kunder i København foruden områder i Tårnby, Hvidovre og Rødovre. Bygassen fremstilles ved at blande naturgas, biogas og atmosfærisk luft. Biogas udgør 60% af bygassen, og kommer fra rensningsanlæg, hvor biogassen udvindes fra spildevandsslammet, bl.a. fra Renseanlæg Lynetten og Avedøre, som er ejet af BIOFOS, hvoraf HOFOR ejer 67,6 %. Et nyt biogasanlæg bygges ved Renseanlæg Damhusåen, og et Power-to-X-anlæg forstærker biogassen i Avedøre-anlægget.

## Fjernvarme
HOFOR forsyner 660.000 kunder i Københavns Kommune med fjernvarme og dækker ca. 99 % af varmebehovet i kommunen. Fjernvarmen produceres på forskellige kraftvarmeværker i hovedstadsområdet, bl.a. Amagerværket og Avedøreværket (ejet af Ørsted), samt på affaldsforbrændingsanlæg som Amager Bakke (ejet af ARC). HOFOR har certificeret sit biomasseforbrug.
Fjernvarmen i København produceres som varmt vand. For at reducere varmetabet i fjernvarmesystemet har man siden 1990'erne arbejdet på at nedlægge dampsystemet, hvilket gennemførtes i 2021. HOFORs udvalg af forskellige brændsler, især biomasse, tillod at man fastholdt varmeprisen i 2021 trods høje priser på naturgas.

## Vandforsyning
HOFORs produktion af drikkevand er udelukkende baseret på rent grundvand. Søvandsanlægget ved Regnemark Vandværk, som i mange år kun var blevet brugt til nødforsyning, blev endeligt nedlagt i 2009, og siden da har vandet i København ikke været tilsat klor. Indvindingen af grundvand fordeler sig på syv regionale og syv lokale vandværker. Herfra leveres vand til HOFORs otte ejerkommuner og til flere andre forsyninger i hovedstadsområdet. I alt indvindes årligt 54 mio. m3 vand, som via ca. 2000 km. drikkevandsledninger leveres til ca. 1 mio. kunder. HOFOR arbejder for at beskytte drikkevandet mod forurening, bl.a. gennem skovrejsning . I 2017 begyndte HOFOR at blødgøre drikkevandet fra Brøndbyvester Vandværk, og det er planen at alt vand, der leveres af HOFOR, med tiden skal blødgøres. Indtil videre leverer Værket ved Marbjerg blødgjort drikkevand, mens Værket ved Søndersø begynder at levere blødgjort vand fra efteråret 2022. Vandet fra HOFORs vandværker er certificeret efter ISO 22000, som er international standard for fødevaresikkerhed.

## Spildevand
HOFOR Spildevand sørger for transport og håndtering af regnvand og spildevand for omkring 899.000 kunder i de otte ejerkommuner og vedligeholder ca. 4000 km. kloaknet. Spildevandet renses på de tre renseanlæg Lynetten, Avedøre og Damhusåen, som alle er ejet af BIOFOS. Noget af det grå vand pumpes fra Kløvermarken til Lynetten.
På grund af klimaforandringerne, som giver hyppige og kraftige regnskyl og flere skybrud, har HOFOR siden 2011 etableret store bassinledninger ('skybrudsledninger') under byerne, så regnvandet hurtigt kan komme væk. Der er etableret en 3,1 km skybrudstunnel i Hvidovre fra Næsborgvej i nord til Åmarken i syd, og en 580 meter skybrudstunnel ved Øresundshospitalet på Østerbro i København. Flere tunneller er i støbeskeen, bl.a under Strandboulevarden i København, som afledning for de gange området omkring Helsingørmotorvejen oversvømmes.

## Fjernkøling
I København har HOFOR siden 2008 distribueret koldt vand til køling gennem et sammenhængende rørsystem. Fjernkøling anvendes af større erhvervsejendomme og offentlige bygninger til køling af fx serverrum eller til aircondition. Fjernkølingsnettet strækker sig over 18 km og udbygges hurtigt, bl.a. i Ørestad. Fjernkøling produceres på tre forskellige måder: 
• Frikøling, hvor kulden produceres ved hjælp af koldt havvand, som trækkes ind til centrale køleanlæg fra Københavns Havn. 
• Absorptionskøling, hvor kulden produceres ved hjælp af havvand og damp fra fjernvarmenettet. 
• Kompressorkøling, hvor kulden produceres ved hjælp af eldrevne kølekompressorer. 
For alle produktionsmetoder anvendes havvand hele året – enten som primær kølekilde eller som sekundær kølekilde ved at afkøle kølemaskinerne. Fjernkøling udleder mindre CO2 og er billigere i drift end traditionelle, eldrevne køleanlæg. 
HOFOR Fjernkøling A/S blev kåret som gazellevirksomhed af dagbladet Børsen i 2013, 2014, 2015 og 2016.

## Vindmøller og solceller
HOFOR begyndte i 2010 at opstille vindmøller og finansiere, etablere, eje, drive, og yde rådgivning om vindmølleprojekter. Senere hen er også solceller blevet en del af porteføljen. HOFOR leverede i 2021 356 MW el fra vindmøller og solceller. Det er bl.a 20 MW af Middelgrundens Vindmøllepark, 24 MW solcelleanlæg i Vendsyssel, og fra 2025 også 6 styk 4,5 MW i Vesthimmerland.
HOFOR opstiller vindmøller som led i Københavns Kommunes klimaplan, hvor København skal være CO2-neutral i 2025. Klimaplanens mål for vindmølleaktiviteter svarer til i alt ca. 460 MW eller godt 100 store vindmøller i drift i 2025. Da det ikke er muligt at placere alle møllerne i en tæt bebygget by som København, omfatter vindmølleplanerne placeringer overalt i Danmark, både på landjorden og til havs. Et af projekterne var 10 km syd for Aflandshage, hvor der kan opstilles 300 MW.

## Historie
Historien bag HOFOR går tilbage til 1857, hvor Københavns Belysningsvæsen blev etableret sammen med det første gasværk i København, som lå, hvor Den Hvide Kødby ligger nu. Belysningsvæsenet opsatte og tændte byens nye gadelamper, der brændte på gas. Man kan argumentere for, at afløbsselskabet er ældre, da man begyndte at etablere kloakker i København i 1855. Etableringen af kloakker i byen skete på baggrund af koleraepidemien i 1853, som slog næsten 5000 mennesker ihjel. Det var også på baggrund af koleraen, at Københavns Vandforsyning blev etableret 1859, da Nørrebro fik kloakker. Københavns første vandværk lå nær Studiestræde, hvor Pumpehuset ligger i dag, men vandet blev hentet fra kildepladser langt fra byen.
Elforsyningen startede op, da byens første elværk, Gothersgade Elværk, blev sat i drift i 1892, og produktionen af fjernvarme begyndte faktisk som et biprodukt fra elproduktionen, da man i 1925 begyndte at udnytte overskudsvarmen fra elproduktionen på Gothersgade Elværk til opvarmning af Belysningsvæsenets lokaler i Vognmagergade. 
I 1998 blev Københavns Vandforsyning og Afløbskontoret slået sammen til Københavns Vand. Året efter skiftede Københavns Belysningsvæsen, som omfattede bygassen, fjernvarmen og elforsyningen, navn til Københavns Energi. I 2001 fusionerede Københavns Energi og Københavns Vand, så alle forsyninger blev samlet i Københavns Energi. Københavns Borgerrepræsentation besluttede i 2005 at frasælge el-aktiviteterne, der fra 1. maj 2006 blev overtaget af DONG Energy. Samtidig opsplittedes de enkelte områder i Københavns Energi i en række aktieselskaber, der alle ejes af Københavns Kommune.
Fjernkølingsforretningen i Københavns Energi startede op i 2008. Middelgrundens Vindmøllepark startede i 2001, og arbejdet med at rejse landbaserede vindmøller i Avedøre og Lynetten påbegyndtes i 2010. 
I 2013 fusionerede vand- og spildevandselskaberne i Københavns Energi med vand- og spildevandselskaberne i syv omegnskommuner. Efter fusionen blev det nye navn HOFOR, der står for Hovedstadsområdets Forsyningsselskab.

### Vandforsyningens historie og udvikling
Vandforsyningen i København etablerede gennem tiderne 8 vandværker, hvoraf nogle lå så langt væk fra København som Lejre, Slangerup og Køge – og blev med tiden Danmarks største vandforsyning. Kun Københavns første vandværk, nu spillestedet Pumpehuset, er ikke længere i drift. Vandværket stod færdigt 1859 og lå på det, der dengang var voldanlægget rundt om København. Dette vandværk fik leveret vand fra 14 kildepladser langs Harrestrup Å. Nogle af disse kildepladser leverer stadig vand til vandforsyningen. Siden er antallet af vandværker udvidet støt, sideløbende med Københavns vækst, så syv lokale og syv regionale vandværker nu (2018) leverer vand til hovedstaden. Søndersø Vandværk ved Værløse (1891) blev i første omgang anlagt for at udnytte overfladevandet fra Søndersø, men siden fandt man store vandreserver langs søen og Tibberup Å. Herefter fulgte Thorsbro Vandværk ved Ishøj (1905), Nybølle Vandværk og Islevbro Vandværk (1923), Marbjerg Vandværk (1934), Lejre Vandværk (1939), Slangerup Vandværk (1954) og Regnemark Vandværk (1964) ved Køge Å. Disse vandværker indvinder grundvand fra i alt 56 kildepladser, som hver for sig kan være fra nogle hundrede meter til 7 kilometer lange og 40-100 meter brede. De strækker sig som bånd langs åer og vandløb. Herfra pumpes grundvand op fra undergrunden og ledes til behandling på vandværket. Indtil 1890'erne løb vandet i en åben rende (Kildevandsløbet) langs Harrestrup Å, gennem Damhussøen (som i virkeligheden er et gammelt, kunstigt vandreservoir) og Grøndalsåen ind til Sankt Jørgens Sø, som fungerede som vandreservoir indtil 1959. Rester af dette løb kan stadig anes flere steder langs åerne fra Harrestrup Landsby til Åboulevarden, tydeligst i Krogebjergparken og Grøndalsparken. I dag (2018) foregår vandtransporten i store underjordiske rør. Vandet er gennem tiderne blevet opbevaret først i Damhussøen og Sankt Jørgens Sø, senere i Cisternerne i Søndermarken, Brønshøj Vandtårn (lukket), Bellahøj Højdebeholder (nedrevet), og Gladsaxe vandtårn (nedrevet). I dag opbevares vandet hovedsagelig på Tinghøj Højdebeholder i Gladsaxe. Alt vandet er baseret på grundvand, og det er så rent, at man på de fleste værker kan nøjes med at ilte og filtrere vandet, før det sendes ud til kunderne. HOFOR arbejder nu på at blødgøre alt vand, der produceres, idet en analyse har vist, at det er en samfundsmæssig gevinst at få mindre kalk i vandet. Vandets hårdhed vil løbende dale fra ca. 25 hårdhedsgrader til ca. 12 hårdhedsgrader efterhånden som flere af HOFORs store vandværker får installeret blødgøringsanlæg.   

### Nøgledatoer
Følgende nøgledatoer knytter sig til Københavns Belysningsvæsen / Københavns Energis historie (Københavns vand og afløb er først inkluderet fra deres fusion med Københavns Energi):
- 4. december 1857 – Vestre Gasværk sender for første gang gas i rørene, og tranlygterne i København udskiftes med gaslamper
- 23. oktober 1878 – Østre Gasværk træder i produktion
- 23. september 1889 – Københavns borgerrepræsentation beslutter at anlægge byens første offentlige elektricitetsværk
- 5. marts 1892 – Gothersgadeværket træder i drift som byens første elektricitetsværk
- 6. oktober 1902 – Østre elektricitetsværk sættes i drift med forsyning af sporvejene. Den 14. oktober tilsluttes den første lysbelastning
- 15. november 1914 – Bragesgade understation sættes i drift som den første understation i det Københavnske el-net
- 27. maj 1924 – Fællesindstilling fra belysningsdirektør Johs. E. Børresen og Stadsingeniør A.C. Karsten til Københavns Kommuness magistrat om etablering af fjernvarmeforsyning fra Gothersgade og Østre elektricitetsværker
- 11. september 1924 – Magistraten bevilger de første 150.000 kr. til etablering af fjernvarme
- 8. september 1925 – Start af fjernvarmeforsyning fra Gothersgadeværket til Møntergården og Belysningsvæsenets administrationsbygning i Vognmagergade
- 8. juni 1927 – Vestre Gasværk ophører med at producere gas
- 10. januar 1931 – Under nedrivningen af Vestre Gasværk sker der en eksplosion i en tidligere gasbeholder, og en arbejder omkommer
- Juli 1953 – Svanemølleværket går i drift ved Nordhavnen
- 26. september 1964 – En beholder med 140.000 kubikmeter gas eksploderer på Valby Gasværk og forårsager store skader i området
- 1971 – Amagerværket sættes i drift
- 23. september 2003 – Hele Sjælland, Bornholm og Sydsverige rammes af et massivt strømsvigt, og elnettet lægges dødt
- 1. maj 2006 – DONG Energy overtager el-aktiviteterne fra Københavns Energi
- 1. juli 2012 - Københavns Energi og omegnskommunerne fusionerer deres vandværker
- 17. december 2012 - Københavns Energi og omegnskommunerne fusionerer deres spildevandsaktiviteter
- 7. januar 2013 - Den fusionerede virksomhed skifter formelt navn til HOFOR[21]
- 27. august 2020 - Amagerværkets nybyggede blok 4, der bruger flis som brændsel indvies. Samtidig tages den sidste kulfyrede blok, blok 3, ud af drift.